# Tekken: Bloodline
Tekken: Bloodline — аниме-сериал по мотивам игровой серии Tekken в жанре файтинг от Bandai Namco Entertainment, представляющий собой вольную адаптацию Tekken 3. По сюжету юный Дзин Кадзама стремится уничтожить таинственное существо, которое убило его мать. Релиз Tekken: Bloodline состоялся на Netflix 18 августа 2022 года.

## Синопсис
Молодой мастер боевых искусств Дзин Кадзама живёт со своей матерью Дзюн Кадзама на острове Яку. После того, как её убивает демон по имени Огр, Дзин начинает тренироваться под руководством своего деда Хэйхати Мисимы, чтобы стать сильнее. Дабы привлечь внимание Огра, Дзин соревнуется с борцами турнира «Король Железного Кулака», намереваясь убить демона и отомстить за смерть своей матери.

## Персонажи
Дзин Кадзама (яп. 風間 仁 Кадзама Дзин) — мастер Каратэ Кадзама и главный герой аниме, который проходит жестокое обучение у своего деда Хэйхати, чтобы отомстить Огру за убийство его матери.
Озвучивание: Иссин Тиба (По-японски); Кайдзи Тан (По-английски)
Дзюн Кадзама (яп. 風間 準 Кадзама Дзин) — мастер Каратэ Кадзама и мать Дзина, которая обучила его боевым искусствам. Была убита Огром, который охотился за её сыном.
Озвучивание: Мамико Ното (По-японски); Вивиан Лу (По-английски)
Хэйхати Мисима (яп. 三島 平八 Мисима Хэйхати) — мастер Каратэ Мисима, глава Мисима Дзайбацу и организатор турнира «Король Железного Кулака».
Озвучивание: Тайтен Кусуноки (По-японски); С. Хироси Ватанабэ (По-английски)
Кадзуя Мисима (яп. 三島 一八 Мисима Кадзуя) — сын Хэйхати и отец Дзина, чемпион первого турнира «Король Железного Кулака», погибший за несколько лет до начала основных событий.
Озвучивание: Масанори Синохара (По-японски); Элиот (По-английски)
Хваран (кор. 화랑) — мастер Тэквондо и заклятый соперник Дзина. По мере развития сюжета их соперничество перерастает в дружбу.
Озвучивание: Тосиюки Морикава (По-японски); Тодд Хаберкорн (По-английски)
Лин Сяоюй (кит. 凌 曉雨) — мастер Багуачжан и школьная подруга Дзина. Её тактика боя заключается в изматывании оппонента, после чего Сяоюй наносит решающий удар.
Озвучивание: Маая Сакамото (По-японски); Фэй Мата (По-английски)
Пол Феникс (англ. Paul Phoenix) — мастер Дзюдо. В прошлом турнире ближе всех подобрался к победе над Кадзуей.
Озвучивание: Хотю Оцука (По-японски); Джеймисон Прайс (По-английски)
Джулия Чан (англ. Julia Chang) — мастер Синъицюань, которая принимает участие в турнире, чтобы узнать судьбу своей матери и забрать её амулет у Хэйхати.
Озвучивание: Сэико Ёсида (По-японски); Джинни Тирадо (По-английски)
Нина Уильямс (англ. Nina Williams) — профессиональная убийца, которая принимала участие в предыдущих турнирах «Король Железного Кулака».
Озвучивание: Юми Тома (По-японски); Эрика Харлахер (По-английски)
Ганрю (яп. 巌竜 Ганрю) — борец Сумо, работающий на Мисима Дзайбацу и являющийся личным телохранителем Хэйхати.
Озвучивание: Хидэнари Угаки (По-японски); Эрл Бейлон (По-английски)
Лерой Смит (англ. Leroy Smith) — мастер вин-Чун, в прошлом потерявший всю свою семью из-за Хэйхати. Его сопровождает американский булли по имени Сахарок.
Озвучивание: Ясухиро Кикути (По-японски); Кризз Калико (По-английски)
Кинг II (англ. King II) — мастер Луча Либре и ученик Кинга I, который намеревается выиграть турнир, чтобы обеспечить финансирование своего приюта.
Озвучивание: Масаюки Хираи (По-японски); Леандро Кано (По-английски)
Огр (англ. Ogre) — главный антагонист аниме, представляющий собой бога войны и боевых искусств. В финале также появляется его чудовищная форма Истинного Огра.
Озвучивание: Билл Баттс (По-английски)
Доктор Босконович — учёный, работающий на Хэйхати. Босконович должен был исследовать генетический материал пойманного Огра.
Озвучивание: Джеймисон Прайс (По-английски)
Акико Миура (яп. 三浦 アキコ Миура Акико) — эксклюзивный персонаж, придуманный специально для аниме. Она является секретарём Хэйхати в Мисима Дзайбацу.
Озвучивание: Мария Исэ (По-японски); Джуди Элис Ли (По-английски)
Анна Уильямс, Крэйг Мардук, Фэн Вэй, Маршалл Ло, Кума II, Лэй Улун, Стив Фокс и Ёсимицу фигурируют в качестве участников турнира. Пэк Тусан, Кинг I, Ли Чаолан, Ван Цзиньжэй и Мишель Чан упоминаются в качестве пропавших участников прошлого турнира. Изображение Мокудзина появляются на витрине одного из магазинов Японии. Дзимпати Мисима упоминается Хэйхати во время обучения Дзина.

## Производство и релиз
19 марта 2022 года Netflix анонсировал выход аниме по мотивам игровой серии Tekken, релиз которой был намечен на 18 августа 2022 года. Сериал создавался как дань уважения Tekken 3, третьей игре франшизы. По словам продюсеров, создатели хотели сохранить дух оригинального проекта и игровой серии в целом, в результате чего персонажи использовали свои фирменные удары и приёмы с характерным звуковым сопровождением. Поскольку за основу была взята Tekken 3, история фокусировалась на происхождении Дзина Казамы, а также на его обучении под руководством его матери Дзюн, чего не было освещено в играх. По словам продюсеров, зрители положительно оценили трейлер Bloodline

## Эпизоды
| № | Название   | Режиссёр      | Автор сценария | Дата премьеры        |
| --- | ---------- | ------------- | -------------- | -------------------- |
| 1 | «Эпизод 1» | Ёсикадзу Мияо | Гэвин Хайнайт  | 18 августа 2022 года |
| Дзин Кадзама мирно живёт со своей матерью Дзюн, которая обучает его боевым искусствам до тех пор, пока её не убивает существо, известное как Огр. Незадолго до этого Дзюн велит Дзину обратиться за помощью к его деду Хэйхати Мисиме.                                                                           |            |               |                |                      |
| 2 | «Эпизод 2» | Ёсикадзу Мияо | Гэвин Хайнайт  | 18 августа 2022 года |
| Хэйхати решает обучить Дзина безжалостному боевому стилю Мисима, чтобы подготовить его к противостоянию с Огром. В это время Дзин знакомится с Хвараном и Лин Сяоюй. Завершив обучение Дзина, Хэйхати объявляет турнир «Короля Железного Кулака», чтобы выманить Огра при помощи дьявольского гена своего внука. |            |               |                |                      |
| 3 | «Эпизод 3» | Ёсикадзу Мияо | Гэвин Хайнайт  | 18 августа 2022 года |
| Перед турниром Дзин знакомится с другими бойцами и узнаёт, что его покойный отец Кадзуя Мисима представлял угрозу для человечества, пока Хэйхати не убил его. |            |               |                |                      |
| 4 | «Эпизод 4» | Ёсикадзу Мияо | Гэвин Хайнайт  | 18 августа 2022 года |
| Принимая участие в турнире Дзин проявляет милосердие к своим побеждённым противникам, чему совершенно не рад Хэйхати, который стремится избавить своего внука от пацифизма, сформировавшегося после обучения с Дзюн.                                                                                             |            |               |                |                      |
| 5 | «Эпизод 5» | Ёсикадзу Мияо | Гэвин Хайнайт  | 18 августа 2022 года |
| Дзин побеждает Кинга в финале турнира и становится «Королём Железного Кулака». Хэйхати бросает ему вызов, а по окончании развернувшегося между ними сражения появляется Огр. |            |               |                |                      |
| 6 | «Эпизод 6» | Ёсикадзу Мияо | Гэвин Хайнайт  | 18 августа 2022 года |
| Дзину удаётся победить Огра при помощи дьявольского гена. Опасаясь силы своего внука, Хэйхати стреляет в него, однако тот выживает, приняв дьявольскую форму, после чего улетает с арены. |            |               |                |                      |

## Критика
Tekken: Bloodline получил смешанные отзывы. Polygon раскритиковал медлительность сражений и слабое раскрытие персонажей, выделив Хэйхати в качестве единственного исключения. Decider посоветовав фанатам серии поиграть в одну из частей вместо того, чтобы тратить время на просмотр Bloodline.
С другой стороны, Den of Geek назвал аниме «любовным письмом к файтингам», оценив работу создателей над драками, «приближёнными к исходному материалу». Espinof положительно отозвался об аниме: «Tekken: Bloodline доказывает, что видеоигру, а тем более файтинг, можно адаптировать, сохраняя при этом полную верность духу исходного материала».